# Fanourīs Goundoulakīs
Fanourīs Goundoulakīs (in greco: Φανούρης Γουνδουλάκης; Loutraki, 13 luglio 1983) è un ex calciatore greco, di ruolo centrocampista.

## Carriera

### Club
Ha giocato nella prima divisione greca.

### Nazionale
Gioca con la selezione greca le Olimpiadi di Atene 2004, senza però scendere in campo.